# Stazione di Skagen
La stazione di Skagen è una stazione ferroviaria a servizio dell'omonima città danese.